# Maillen
Maillen es una isla del sur de Chile que se encuentra en el seno de Reloncaví, Región de Los Lagos. Forma parte de la comuna de Puerto Montt. Tiene una superficie de 15,4 km² y es rodeada por un camino de 14,5 km de extensión. Según el censo de 2017, tiene 929 habitantes.

## Historia
No existen indicios de que la isla hubiese sido habitada en la época prehispánica ni colonial.
Según Francisco Vidal Gormaz, la isla recién empezó a ser habitada a comienzos del siglo XIX. El marino escribió en 1872:

La isla encierra mas de 188 chozas que representan igual número de matrimonios, con una poblacion de mas de 900 almas, entre las que se hace notar el apellido Uribe, que llevan mas de 200 personas.
La población de esta isla data tan solo de 1808. Don Francisco Mansilla, su propietario en aquella fecha, mandó cuatro familias españolas para poblarla, siendo los jefes de las familias Anselmo Gallardo, Francisco Marin, Juan Antonio Hernandez y Severino Bustamante, apellidos que ahora dominan después del de Uribe. Es de notar también que la raza española sin mezcla indígena forma la población total. Los habitantes se casan entre sí i tienen como a orgullo el no hallarse mezclados con la raza huilliche, orgullo bien infundado por cuanto no tienen prenda alguna que los distinga de los demás isleños.
Francisco Vidal Gormaz

Asimismo, agregó que los habitantes eran agricultores y madereros:

La agricultura consiste en papas, trigo, lino, mui corta cantidad de quinua, algunas habas i arvejas, i mui pocas hortalizas. Los instrumentos consisten en las lumas i el hualato, haciendo éste el servicio de azadón i aquéllas el del arado, que en esa isla es del todo desconocido. No siembran pastos para formar praderas, no obstante el buen resultado que obtienen los colonos i que todos conocen.
La labranza de la madera la tienen en el continente i consiste en el alerce de los bosques de Llanquihue i del pié del volcan Calbuco. Algunos labran también el alerce en el estero de Reloncaví; pero no pasan de llaguepe, cuitúe i arrayan, en el primer tercio del referido estero. La isla les ofrece además laurel, coihue, ralral i otras maderas inferiores.
Francisco Vidal Gormaz

En tiempos de la fundación de Puerto Montt ya existían pobladores ya que las crónicas de la época hacen constar que a la ciudad llegaban alerceros de Chiloé, isla Huar, Ilque e isla Maillen. Vicente Pérez Rosales, en un principio, quiso instalar colonias alemanas en Maillen y Huar, idea que después desechó por considerarlas inhabitables, ya que los bosques eran demasiado espesos y comenzaban prácticamente en el mar.[cita requerida]

## Descripción
Maillen tiene seis sectores: La Herradura, Cascajal, Pitreles, Estero, Surgidero y Puqueldón. Los sectores se agrupan en tres juntas de vecinos. La isla Capehuapi se encuentra a corta distancia de Maillen, por el lado sur.
En la isla existen tres escuelas: Puqueldón (municipal) y Cascajal (particular subvencionada) educan hasta sexto año básico; la escuela de Estero (municipal) alberga hasta octavo básico.
También existe una posta de primeros auxilios en el sector de Puqueldón, la que es atendida por un paramédico y a la cual llega una ronda médica tres veces al mes.

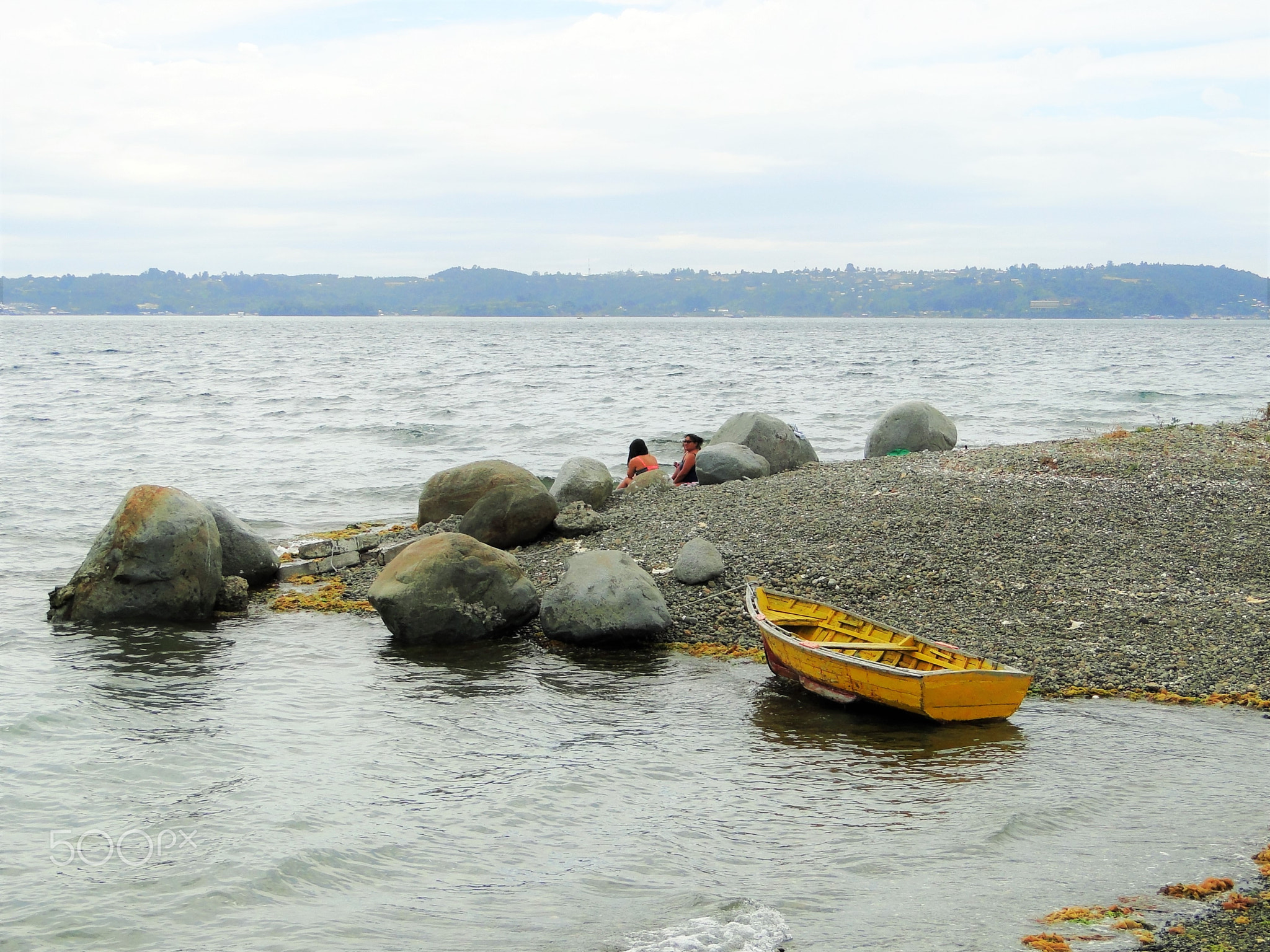
Pesca en isla Maillén

## Economía local
Las principales actividades económicas de la población que habita en la isla son: la pesca, principalmente de la merluza y el congrio; la recolección de mariscos, chorito, almeja y otros; el cultivo de hortalizas (papas, lechugas, entre otros); y la ganadería.

## Conectividad
Maillen está a 45 minutos Puerto Montt vía marítima, saliendo desde Angelmó. 
En condiciones normales la isla se comunica con el continente mediante lanchas las que tradicionalmente zarpan desde Maillen a Angelmó alrededor de las ocho de la mañana, y regresan a las cuatro de la tarde, esto es de lunes a sábado, mientras que los días domingos salen de la isla a las cuatro de la tarde y regresan a las cinco, en verano este horario se adelanta saliendo de la isla a las cinco de la tarde y regresando a las seis. Sin embargo en la isla hay alojamientos y se pueden encontrar posadas que realizan viajes turísticos.
También, desde fines de 2019, existe una barcaza subsidiada para personas y vehículos, con salidas tres días a la semana, que llegan al sector Chinquihue.

## Gastronomía
La gastronomía de la isla Maillen se basa principalmente en el curanto, el asado al palo, cazuela (vacuno, gallina), curanto, milcao, tortillas al rescoldo, pan amasado con chicharrón, mella (similar al milcao pero dulce y envuelta en pangue), entre muchos otros, asemejándose a la gastronomía de Puerto Montt.
Una bebida alcohólica elaborada en la isla es la chicha de manzana.

## Cultura

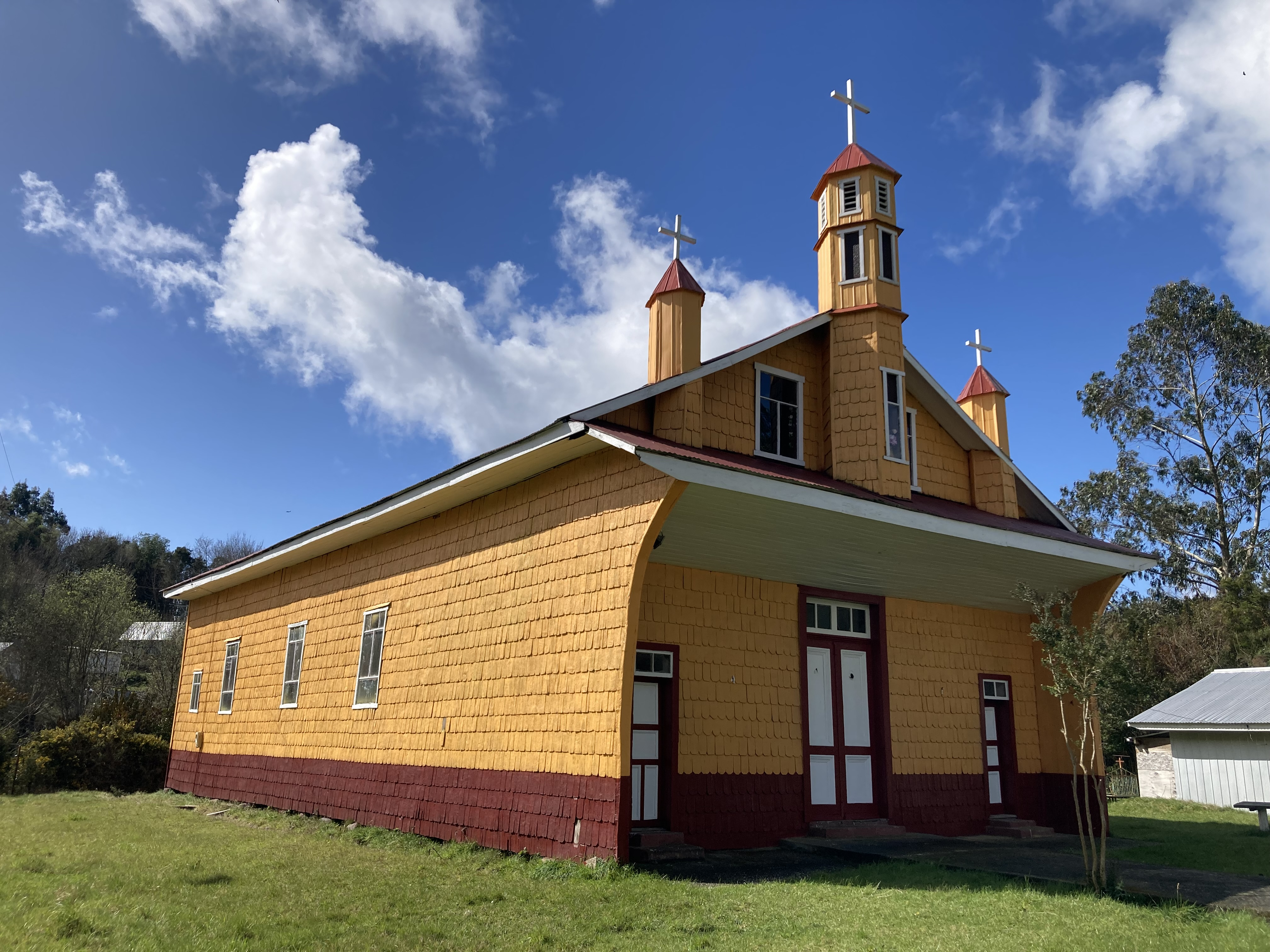
Capilla de Isla Maillen, sector Estero.

Al igual que en Chiloé, los habitantes son muy religiosos, lo que se refleja en sus tres iglesias católicas: San Juan Evangelista de Puqueldón, la capilla de Estero y la de Cascajal. En los últimos años ha tomado fuerza las religiones de orientación evangélica.[cita requerida]
En la isla se celebran las fiestas religiosas de la Virgen de Lourdes en el sector de Puqueldón, el 11 de febrero; la Virgen del Carmen en Estero, el 2 de febrero; y San Sebastián en Cascajal, el 20 de enero. En esos días se realizan misas, las que finalizan con una procesión, en donde se sacan los santos estando el festejado a la cabeza. Las fiestas terminan con música y baile. 
En la primavera y el verano, los domingos, se realizan mini campeonatos de fútbol de un solo día. Se juegan partidos de entre 10 y 15 minutos por lado. La primera fase en formato de eliminación directa «en cancha»; quien gana en primera fase obtiene un premio. El lugar que se obtiene en el torneo se define en penales. El primer premio puede ser una vaquilla y el resto ovejas, siendo los torneos con vaquillas los más importantes llegando, incluso equipos de islas adyacentes y del continente.